# گاه‌شماری پادشاهی ایران
گاه‌شماری پادشاهی ایران در دوره هخامنشیان رواج یافت. در دوره اشکانیان، آغاز پادشاهی، آغاز گاهشماری بود و حتی پادشاهان اشکانی، آن را برای تاریخ‌گذاری اسناد رسمی و سکه‌های خود به کار می‌بردند. 
در دوره ساسانی، گاهشماری زرتشتی به طور رسمی رایج گردید. برای تنظیم گاهشماری سیاسی فرمان‌روایی ساسانیان هم شناخت گاه‌شماری این دوران اهمیت دارد، زیرا برقراری سال به تخت نشستن پادشاهان ساسانی به عنوان آغازگاه گاه‌شماری، سبب گشته است به تعداد فرمان‌روایان دودمان ساسانی، سالنمای پادشاهی ایران پدید آید. در پایان دوره ساسانی، گاه‌شماری یزدگردی رواج یافت که از روز به تخت نشستن یزدگرد سوم آغاز می‌شد و چون پس از آن شاه زرتشتی بر کشور ایران فرمان‌روایی نداشت، این سال‌شمار پس از اسلام نیز دوام یافت که بر پایه تقویم اوستایی بود.